# Nephele lannini
Nephele lannini är en fjärilsart som beskrevs av Jordan 1926. Nephele lannini ingår i släktet Nephele och familjen svärmare. Inga underarter finns listade i Catalogue of Life.